# Piccola macchina costruita da minimax dadamax in persona
Piccola macchina  costruita da minimax dadamax in persona (1919-1920) venne eseguita a Colonia dall'artista tedesco surrealista/dadaista Max Ernst. Fa parte di una serie di cinquanta lavori effettuati nel 1919–20. Questo è probabilmente il più famoso esempio dei lavori di Ernst basato su diagrammi di strumenti scientifici.
L'opera è attualmente conservata a Venezia presso la Peggy Guggenheim Collection a Palazzo Venier dei Leoni.
I diagrammi venivano prima disegnati e quindi colorati con diverse tecniche: guazzo, acquerelli e frottage. Quest'ultima è una tecnica ideata dallo stesso Max Ernst che consisteva nello strofinamento del pennello sulla tela appoggiata a diverse superfici per dare un senso di tridimensionalità al dipinto. 
L'opera mostra anche l'interesse che l'autore aveva nei confronti della tipografia: molte parti della macchina possono essere viste come lettere dell'alfabeto come ad esempio la “Y” e la “J” rosse in alto a sinistra, la“L” e la “P” gialle in basso a destra e la “I” blu in basso a sinistra.
L'intera macchina può essere vista come un simbolo dell'attività sessuale. La macchina di Ernst è infatti una fantasiosa soluzione alla tensione sessuale come annunciato dall'iscrizione ironica posta in basso a destra del dipinto «Little machine constructed by minimax dadamax in person for fearless pollination of female suckers at the beginning of the change of life and for other such fearless functions» ovvero, tradotta in italiano «Piccola macchina costruita da Minimax Dadamax in persona per impavida impollinazione di succhiatrici all'inizio del cambiamento della vita e  per altre impavide funzioni simili».
La parte destra della macchina sembra contenere un piccolo laboratorio per la produzione di sperma, che è rappresentato da una goccia rossa che attraversa la macchina fino al suo lato sinistro dalla quale esce tramite rubinetto giallo, accompagnata da uno stravagante e gioioso “Bonjour”. Alternativamente la macchina può essere vista come la combinazione di una metà maschile e una femminile. Quella femminile, a destra, è spigolosa e caratterizzata da colori tenui; a sinistra il maschio è rappresentato con colori brillanti e impavidamente tenta di allontanarsi dalla donna.